# Papa João XXIII
João XXIII ou São João XXIII (em italiano: Giovanni XXIII; em latim: Ioannes XXIII), O.F.S., nascido Angelo Giuseppe Roncalli; (Sotto Il Monte, 25 de novembro de 1881 – Vaticano, 3 de junho de 1963) foi o Papa da Igreja Católica, Bispo de Roma e Soberano da Cidade do Vaticano de 28 de outubro de 1958 até a data de sua morte. Pertencia à Ordem Franciscana Secular e escolheu como lema papal: Obediência e Paz. 
Sendo um sacerdote católico desde 1904, ele iniciou a sua vida sacerdotal em Itália, onde foi secretário particular do bispo de Bérgamo D. Giacomo Radini-Tedeschi (1905-1914), professor do Seminário de Bérgamo e estudioso da vida e obra de São Carlos Borromeu, capelão militar do Exército italiano durante a Primeira Guerra Mundial e presidente italiano do "Conselho das Obras Pontifícias para a Propagação da Fé" (1921-1925). Em 1925, sendo já um arcebispo-titular, iniciou-se a sua longa carreira diplomática, onde o levou à Bulgária como visitador apostólico (1925-1935), à Grécia e Turquia como delegado apostólico (1935-1944) e à França como núncio apostólico (1944-1953). Em todos estes países, ele destacou-se pela sua enorme capacidade conciliadora, pela sua maneira simples e sincera de diálogo, pelo seu empenho ecuménico e pela sua bondade corajosa em salvar judeus durante a Segunda Guerra Mundial. Em 1953, foi nomeado cardeal e Patriarca de Veneza.
Foi eleito Papa no dia 28 de outubro de 1958. Considerado inicialmente um Papa de transição, depois do longo pontificado de Pio XII, ele convocou, para surpresa de muitos, o Concílio Vaticano II, que visava a renovação da Igreja e à formulação de uma nova forma de explicar pastoralmente a doutrina católica ao mundo moderno. No seu curto pontificado de cinco anos escreveu oito encíclicas, sendo as principais a Mater et Magistra (Mãe e Mestra) e a Pacem in Terris (Paz na Terra).
Devido à sua bondade, simpatia, sorriso, jovialidade e simplicidade, João XXIII era aclamado e elogiado mundialmente como o "Papa bom" ou o "Papa da bondade". Mas, mesmo assim, vários grupos minoritários de católicos tradicionalistas acusavam-no de ser maçom, radical esquerdista e herege modernista por ter convocado o Concílio Vaticano II e promovido a liberdade religiosa e o ecumenismo. Foi declarado Beato pelo Papa João Paulo II no dia 3 de Setembro de 2000. É considerado o patrono dos delegados pontifícios e a sua festa litúrgica é celebrada no dia 11 de Outubro. Foi canonizado em 27 de Abril de 2014, domingo da Divina Misericórdia, juntamente com o também Papa João Paulo II. A missa de canonização foi presidida pelo Papa Francisco e concelebrada pelo Papa Emérito Bento XVI.

## Início
Angelo Giuseppe Roncalli nasceu e foi batizado em Sotto il Monte (província de Bérgamo, Itália), no dia 25 de novembro de 1881, filho de Giovanni Battista Roncalli e da Marianna Mazzola. Era o terceiro filho duma família agrícola pobre e numerosa. Devido à fervorosa vida religiosa da família e da sua paróquia local, Roncalli acabou por ingressar no Seminário de Bérgamo. Ali, ele começou a escrever o seu "Diário da Alma" (ou Jornal da Alma), um livro autobiográfico muito famoso onde estão reunidos os seus escritos espirituais, datados entre 1895 a 1961. Em 1897, ele professou a regra da Ordem Franciscana Secular. Entre 1901 e 1905, devido a uma bolsa de estudos da Diocese de Bérgamo, ele conseguiu ser aluno do Pontifício Seminário Romano.
Finalmente, após vários anos de estudo, Roncalli doutorou-se em teologia e foi ordenado sacerdote católico em Roma, no dia 10 de agosto de 1904. Em 1905, foi nomeado secretário do então Bispo de Bérgamo, D. Giacomo Radini-Tedeschi, que o influenciou na sua maneira de lidar com as questões sociais. Durante estes anos em Bérgamo, Roncalli foi também professor do Seminário de Bérgamo e aprofundou-se no estudo da vida e da obra de São Carlos Borromeu, de São Francisco de Sales e do Beato Gregório Barbarigo (este último foi canonizado por ele em 1960). Este estudo aprofundado levou-o a editar os documentos arquivados de Carlos Borromeu, que tinha participado como arcebispo de Milão no Concílio de Trento. Este projeto, que demorou muitos anos, visto que o último volume destes documentos só foi publicado em 1957, levou-o a perceber mais sobre a dinâmica conciliar e a compreender que o Concílio de Trento era mais reformista do que antiprotestante.
Em 1915, quando a Itália entrou na Primeira Guerra Mundial, ele foi alistado como sargento do corpo médico e capelão militar dos soldados feridos. Em 1919, foi nomeado diretor espiritual do Seminário de Bérgamo. Em 1921, o Papa Bento XV nomeou-o presidente italiano do "Conselho das Obras Pontifícias para a Propagação da Fé". No exercício deste cargo, Roncalli visitou muitas dioceses da Itália, organizou vários círculos missionários, estabeleceu contactos com várias ordens missionárias e compreendeu melhor a dinâmica e situação das missões católicas espalhadas pelo mundo. Devido ao seu sucesso nesta obra pontifícia, mas especialmente devido ao seu projecto de estudo relacionado com Carlos Borromeu, ele tornou-se amigo de Achilles Ratti, o futuro Papa Pio XI.

## Carreira diplomática

### Na Bulgária
“Genealogia episcopal do Papa João XXIII”

— * ... ?
- Cardeal Scipione Rebiba (1541)
- Cardeal Giulio Antonio Santoro (1566)
- Cardeal Girolamo Bernerio, O.P. (1586)
- Arcebispo Galeazzo Sanvitale † (1604)
- Cardeal Ludovico Ludovisi † (1621)
- Cardeal Luigi Caetani † (1622)
- Cardeal Ulderico Carpegna † (1630)
- Cardeal Paluzzo Altieri † (1666)
- Papa Bento XIII, O.P. † (1675)
- Papa Bento XIV † (1724)
- Papa Clemente XIII † (1743)
- Cardeal Bernardino Giraud † (1767)
- Cardeal Alessandro Mattei † (1777)
- Cardeal Pietro Francesco Galeffi † (1819)
- Cardeal Filippo De Angelis † (1826)
- Cardeal Amilcare Malagola † (1876)
- Cardeal Giovanni Tacci Porcelli † (1895)
- Papa João XXIII (Angelo Roncalli) † (1925)

Em 1925, o Papa Pio XI nomeou-o visitador apostólico na Bulgária e elevou-o à dignidade episcopal de Arcebispo titular de Areopolis, sendo sagrado no dia 19 de março de 1925. Ele escolheu como lema episcopal Oboedientia et Pax (Obediência e Paz), que sempre conservou como lema pessoal. Com esta nomeação, deu-se início à sua longa carreira diplomática.
Na sua estadia na Bulgária, ele cuidou e visitou a pequena comunidade católica existente, constituída aproximadamente por 62 mil búlgaros latinos e da Igreja Greco-Católica Búlgara. Ele desenvolveu também relações cordiais com as demais comunidades cristãs búlgaras, nomeadamente com a maioritária e oficial Igreja Ortodoxa Búlgara, revelando-se assim já desde cedo o seu espírito tolerante e ecuménico. Para além disso, ele destacou-se também nos seus inúmeros gestos humanitários reveladores de grande caridade e boa vontade, salientando-se três casos especiais:
- depois de chegar à Bulgária, ele foi logo visitar os feridos internados num hospital católico que tratavam gratuitamente todas as pessoas, independentemente da sua religião. Estes feridos foram vítimas de um atentado falhado contra o Rei Bóris III numa catedral ortodoxa de Sófia, sendo os feridos por isso ortodoxos que estavam a frequentar o local de culto. O rei búlgaro ficou tão impressionado que o recebeu numa audiência privada, sendo um ato inédito, visto que os visitadores apostólicos não gozavam de nenhum estatuto diplomático e as relações entre a minoria católica e a maioria ortodoxa eram muito tensas;[18]
- em julho de 1924, teve a coragem de visitar uma vila onde a discriminação anticatólica tornou-se forte e violenta. Depois da sua visita e do seu sermão amigável revelador de boa vontade, conseguiu apaziguar os ânimos e conquistar simpatias daquela população maioritariamente ortodoxa;[18]
- em 1928, ele coordenou pessoalmente, no terreno, a distribuição de comida e outros produtos para as vítimas de um grande terramoto que devastou a região central da Bulgária. Ele até dormiu nas tendas de emergência, juntamente com os desalojados, para lhes darem algum conforto e esperança.[18]

Angelo Roncalli tornou-se também amigo de vários judeus importantes e da Rainha Joanna da Bulgária, mulher de Boris III e filha do Rei Vítor Emanuel III da Itália. No dia 30 de novembro de 1934, Roncalli passou a ser Arcebispo-titular de Mesembria.

### Na Grécia e Turquia
Em 1935, Roncalli foi nomeado administrador apostólico do Vicariato Apostólico de Istambul, constituído por uma comunidade estimada em 35 mil católicos de rito romano e oriental. Foi também nomeado delegado apostólico na Turquia e na Grécia, onde trabalhou intensamente ao serviço dos católicos e estabeleceu um exemplar diálogo respeitoso com os ortodoxos e os muçulmanos. Apesar de não ter nenhum status diplomático, desenvolveu relações cordiais com vários funcionários públicos e diplomatas sediados na Turquia, nomeadamente o embaixador alemão Franz von Papen. Em 1944, num dos seus sermões proferidos em Istambul, revelou já o seu desejo em convocar um concílio ecuménico, que iria ser no futuro o Concílio Vaticano II (1962-1965).

#### Segunda Guerra Mundial e judeus

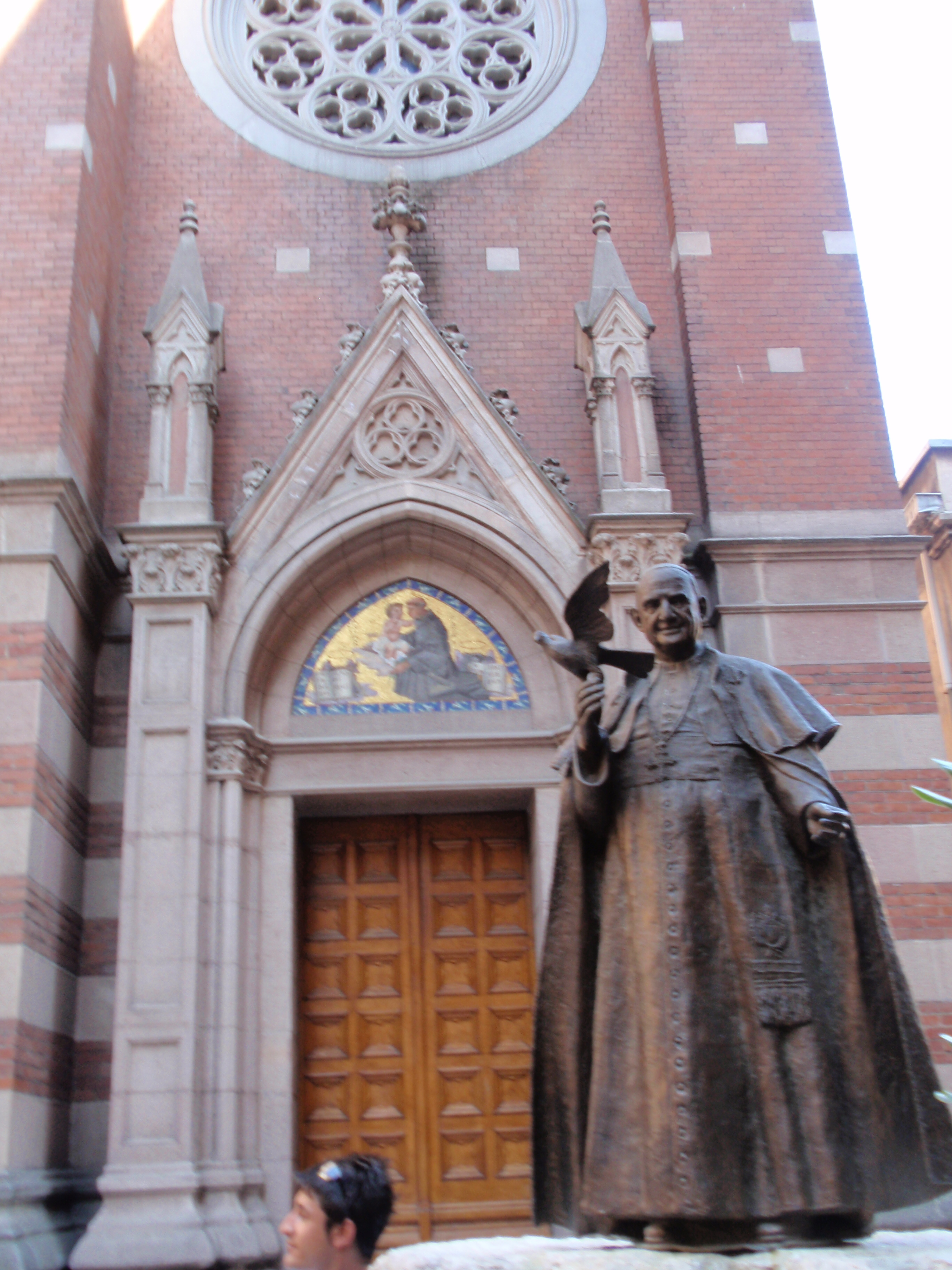
Monumento ao Papa João XXIII, no exterior da Igreja de Santo António de Pádua, em Istambul.

Durante a Segunda Guerra Mundial (1939-1945), Roncalli, sediado na Turquia neutra, conseguiu salvar muitos judeus com a distribuição gratuita de permissões de trânsito fornecidas pela Delegação Apostólica, de certificados de baptismo temporários e de certificados de imigração para a Palestina arranjados por organizações judaicas. Teve pela primeira vez um vago conhecimento do sofrimento dos judeus em Setembro de 1940, quando contatou e ajudou refugiados judeus vindos da Polónia a alcançarem a Palestina, naquela altura um território sob mandato britânico. Desde então, fez inúmeras tentativas, umas infrutíferas e outras bem sucedidas, para ajudar e salvar judeus de diversos países e regiões, tais como a Hungria, a Roménia, a Transnistria, a Itália, a França, a Alemanha, a Eslováquia, a Croácia, a Grécia e a Bulgária, onde intercedeu a favor dos judeus junto do Rei Bóris III da Bulgária. Além disso, continuou também a ajudar corajosamente os refugiados judeus que conseguiram chegar à Turquia a alcançarem a Palestina. Para tal, cooperou com diversas pessoas de boa vontade, nomeadamente Chaim Barlas, representante da Agência Judaica em Istambul, Rabino Chefe Yitzhak HaLevi Herzog (ou Isaac Herzog) e Ira Hirschmann, delegado norte-americano do "War Refugee Board" em Istambul.
Muito mais do que notificar a dramática situação e transmitir pedidos de Barlas e outros ao Vaticano, uma das suas ações humanitárias mais importantes foi coordenar o envio, através de agentes judaicos da Palestina e dos correios e representantes diplomáticos da Santa Sé, de milhares de vistos turcos, certificados de imigração e certificados de baptismo temporários para vários clérigos e religiosos católicos residentes na Hungria, tais como as irmãs da Congregação de Nossa Senhora do Sião e o Arcebispo Angelo Rotta, núncio apostólico em Budapeste e colaborador do diplomata sueco Raoul Wallenberg. Em seguida, eles distribuíam estes documentos para os judeus húngaros, com o objetivo de lhes permitirem fugir para a Palestina através da Turquia ou simplesmente sobreviverem na Hungria, ocupada pelos alemães em 1944, visto que os nazis geralmente não prendiam os judeus baptizados ou protegidos pela Igreja Católica, por respeito pela neutralidade da Santa Sé. A distribuição gratuita e massiva de certificados de baptismo, muitos deles falsos e independentemente se os seus beneficiários receberam ou não o baptismo, foi idealizada por Roncalli e apoiada por Ira Hirschmann. Ele inspirou-se em alegados casos de algumas freiras da Congregação de Nossa Senhora do Sião que já distribuíam secretamente estes certificados aos judeus húngaros. Os clérigos húngaros também emitiram os seus próprios certificados de baptismo e Angelo Rotta, além de emitir também mais de quinze mil permissões de trânsito e salvos-condutos, protegeu pessoalmente várias casas seguras em Budapeste que alojavam judeus. Por causa deste enorme esforço conjugado, em Fevereiro de 1945, quando Budapeste foi ocupada pelos soviéticos, cerca de 100 mil judeus conseguiram sobreviver à ocupação alemã, ou seja, cerca de metade da população judia da Hungria. No final da Guerra, estimou-se também que se salvaram entre 24 mil a 80 mil judeus só com os certificados de baptismo.
Roncalli até conseguiu a ajuda do embaixador alemão Franz von Papen na sua missão de salvar judeus: segundo o seu testemunho escrito ao Tribunal de Nuremberg, Roncalli afirmou que von Papen deu-lhe a possibilidade de salvar a vida de 24 mil judeus. Por isso, em reconhecimento deste trabalho humanitário, a Fundação Internacional Raoul Wallenberg defende, desde o ano 2000, a atribuição do prémio Justo entre as nações a Roncalli, cujas ações humanitárias estão a ser investigadas e estudadas com mais pormenor por esta fundação.

### Na França

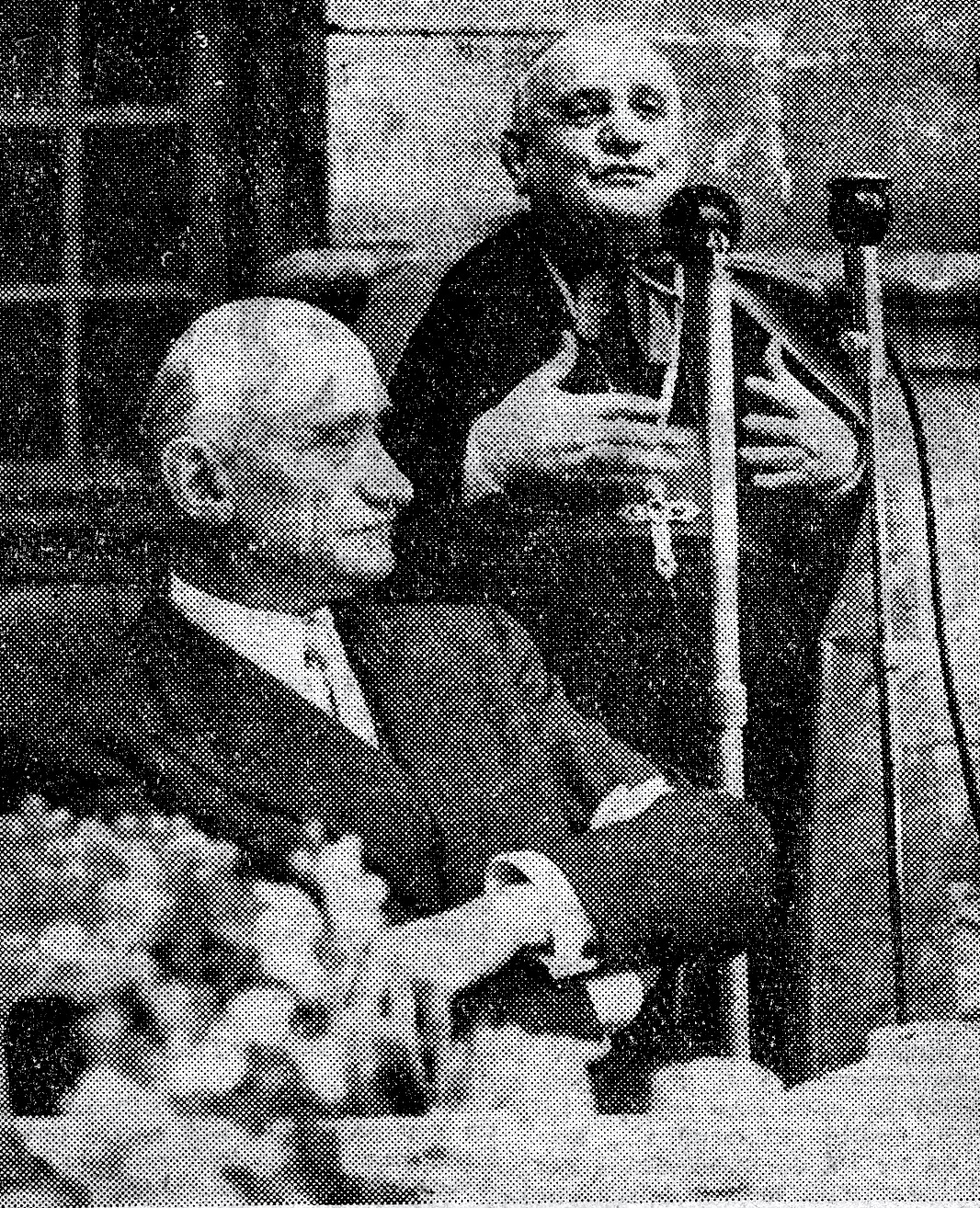
Angelo Roncalli (discursando) a ser ouvido pelo ministro francês Robert Schuman, em 1950.

Em 1944, o Papa Pio XII nomeou-o núncio apostólico em Paris. Aproximando-se do fim da Segunda Guerra Mundial, Roncalli ajudou os prisioneiros de guerra, incluindo os alemães detidos na França, e contribuiu para normalizar a vida eclesial francesa. Na sua qualidade de núncio, ele participou nas negociações da Santa Sé com o governo francês de Charles de Gaulle acerca da questão do afastamento de bispos franceses considerados colaboracionistas do regime de Vichy. Inicialmente, o governo francês queria afastar 25 bispos, mas, após intensas negociações, apenas sete deles foram discretamente demitidos. Porém, eles puderam gozar das suas pensões de reforma e as razões do seu afastamento não foram divulgadas, contribuindo assim para a normalização das relações entre a Igreja Católica e o Estado francês. Em Paris, Roncalli tornou-se também no primeiro observador permanente da Santa Sé na UNESCO. Por último, ele desempenhou também um importante papel de mediador entre as fações mais conservadoras e mais progressistas do clero francês: como por exemplo, ele teve que lidar com o movimento dos padres-operários e com a nova corrente teológica progressista Nouvelle Théologie (ou Ressourcement), ambos ganhando força e influência na França depois da Segunda Guerra Mundial. O movimento, influenciado cada vez mais pelas ideias esquerdistas, acabou por ser suprimido na França pelo Papa Pio XII em 1954. Em relação à Nouvelle Théologie, ela e os seus adeptos nunca foram explicitamente condenados, mas apenas algumas das suas ideias o foram em 1950 na encíclica Humani Generis pelo Papa Pio XII, que receava uma nova vaga de modernismo.
Em 1953, Angelo Roncalli foi elevado a cardeal e nomeado Patriarca de Veneza. Num sinal de consideração pelo seu trabalho e pela sua personalidade, o presidente francês Vincent Auriol, reclamando para si o antigo privilégio dos monarcas franceses, deu o solidéu vermelho a Roncalli numa cerimónia no Palácio do Eliseu. Antes de Roncalli partir para Veneza, ele foi homenageado num jantar de despedida, onde estiveram presentes muitas figuras ilustres e muitos políticos da Direita, da Esquerda e do Centro. Mais tarde, avaliando o seu trabalho feito na França, a Santa Sé caracterizou Roncalli como "um observador atento, prudente e repleto de confiança nas novas iniciativas pastorais" do clero francês; e também como um sacerdote com uma sincera piedade e uma "simplicidade evangélica, inclusive nos assuntos diplomáticos mais complexos". Na sua permanência em França, Roncalli recordaria mais tarde em tom de humor que quando uma mulher com vestes muito reduzidas entrava numa sala de recepção onde ele estava, as pessoas da sala não olhavam para ela, mas sim para ele, para ver qual era a sua reação e se ele olhava para a recém-chegada.

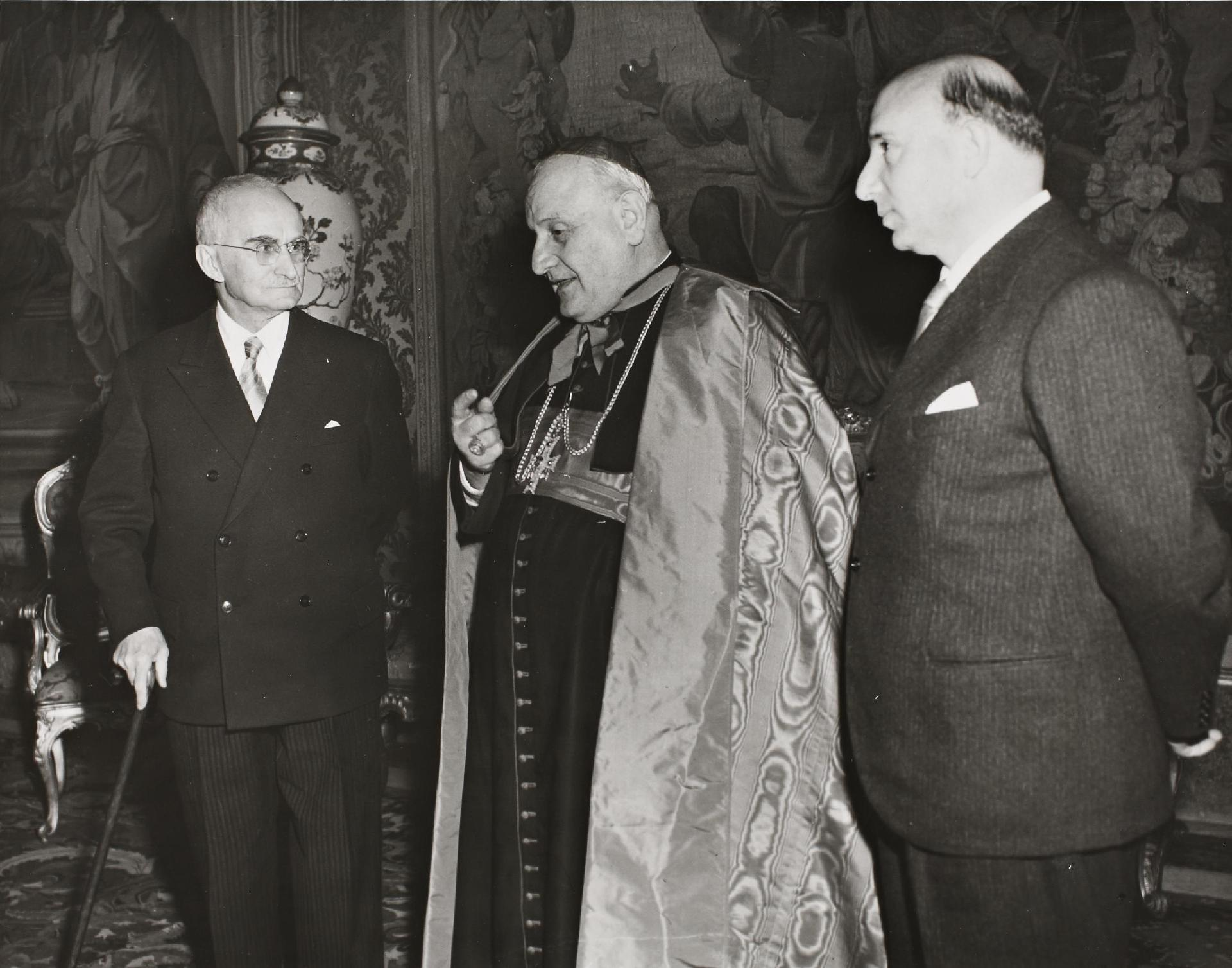
O Cardeal-patriarca de Veneza, Angello Roncalli em audiência com o presidente italiano Luigi Einaudi.

## Cardeal e Patriarca de Veneza

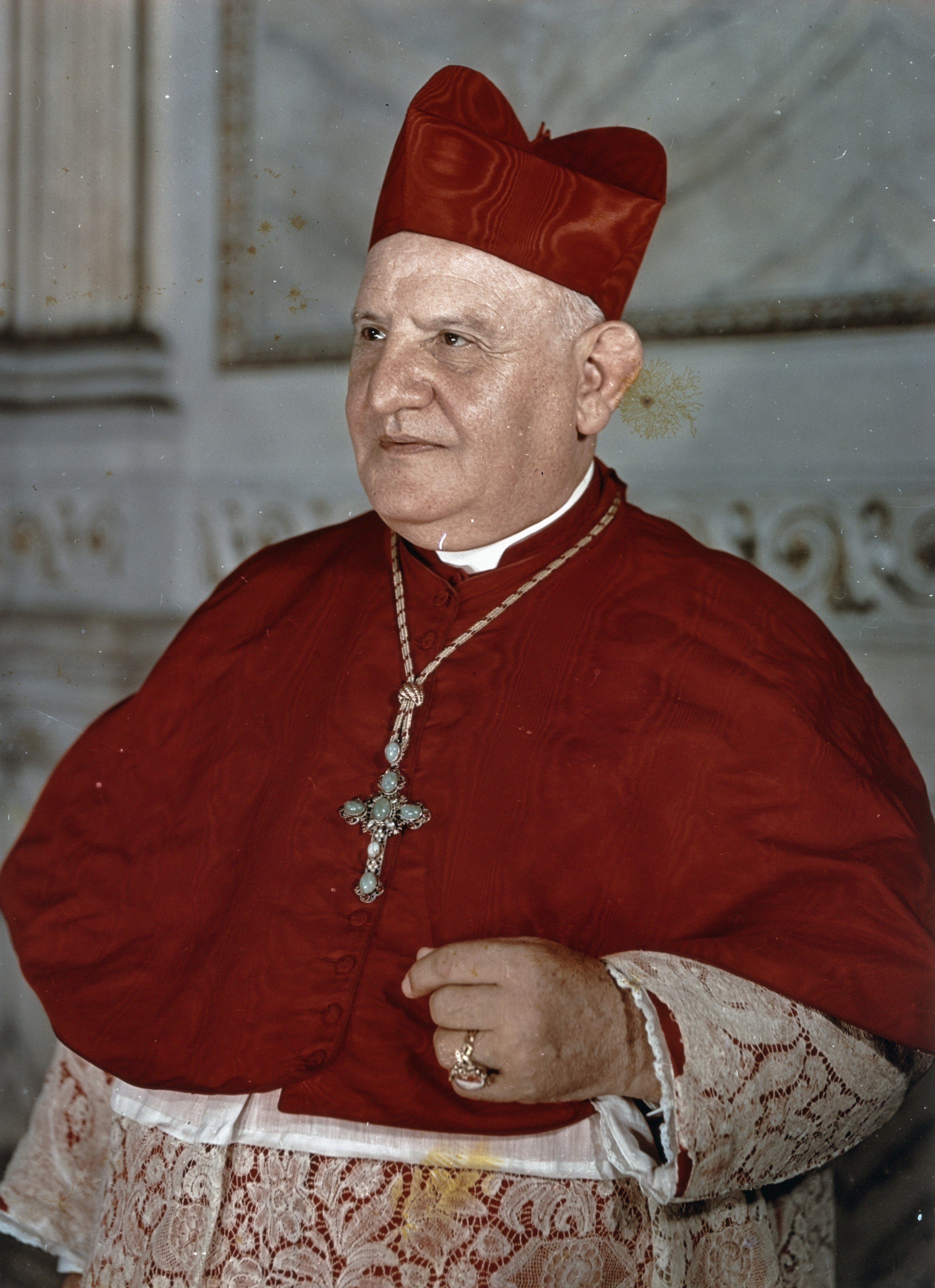
Angelo Roncalli enquanto Cardeal-Patriarca de Veneza (1953-1958)

Brasão de Roncalli, como Cardeal e Patriarca de Veneza

No dia 12 de janeiro de 1953, Angelo Roncalli foi elevado a Cardeal-presbítero de Santa Prisca e, no dia 15 de janeiro de 1953, foi nomeado Patriarca de Veneza. Em Veneza, ele continuou o seu trabalho ecuménico; convocou um sínodo diocesano; criou cerca de 30 paróquias; e privilegiou o contato com os padres e leigos católicos, realizando por isso várias visitas pastorais. A sua modéstia, simplicidade e jovialidade quebraram muitos protocolos e ele realizou muitas visitas e passeios informais pelas ruas de Veneza, tentando conversar com todos aqueles que ele encontrava na rua. Usava até frequentemente os transportes públicos, nomeadamente as gôndolas, e estava muitas vezes presente nos principais eventos da cidade.

## Eleição
Na sequência da morte do Papa Pio XII, em 1958, realizou-se rapidamente um conclave, onde se reuniram os cardeais-eleitores para escolherem um novo Papa. Ao contrário do que se sucedeu no conclave de 1939 (onde Pio XII foi quase unanimemente eleito Papa), o conclave de 1958 tinha vários candidatos favoritos (ou papabiles). Devido a este fato, os cardeais-eleitores procuraram escolher um candidato idoso e de compromisso, acabando assim por eleger Angelo Roncalli, que era precisamente um homem modesto e idoso (já tinha quase 77 anos). Por esta razão, ele era apenas considerado um Papa "de transição".
Assim sendo, Angelo Roncalli foi eleito Papa em 28 de Outubro de 1958, na 11.ª votação, e tomou o nome papal de João XXIII (Ioannes PP. XXIII, pela grafia latina). Perante os cardeais, ele justificou a sua escolha da seguinte maneira:

Eu escolho João... um nome doce para Nós, pois é o nome do nosso pai; querida para mim, porque é o nome da humilde igreja paroquial onde fui baptizado; o nome solene de inúmeras catedrais espalhadas pelo mundo, incluindo a nossa própria basílica. Vinte e dois Joões [ou Joãos] de legitimidade indiscutível tivemos, e quase todos tiveram um breve pontificado. Nós temos preferido esconder a pequenez do nosso nome por trás desta magnífica sucessão de Romanos Papas.
Apesar dos seus argumentos, a escolha desse nome causou surpresa. Isto porque, afinal, o último papa a chamar-se João fora o francês Jacques D'Euse, ainda na Idade Média (Papa João XXII); e ainda porque existiu, também na Idade Média, um antipapa com o nome de João XXIII.

## Pontificado

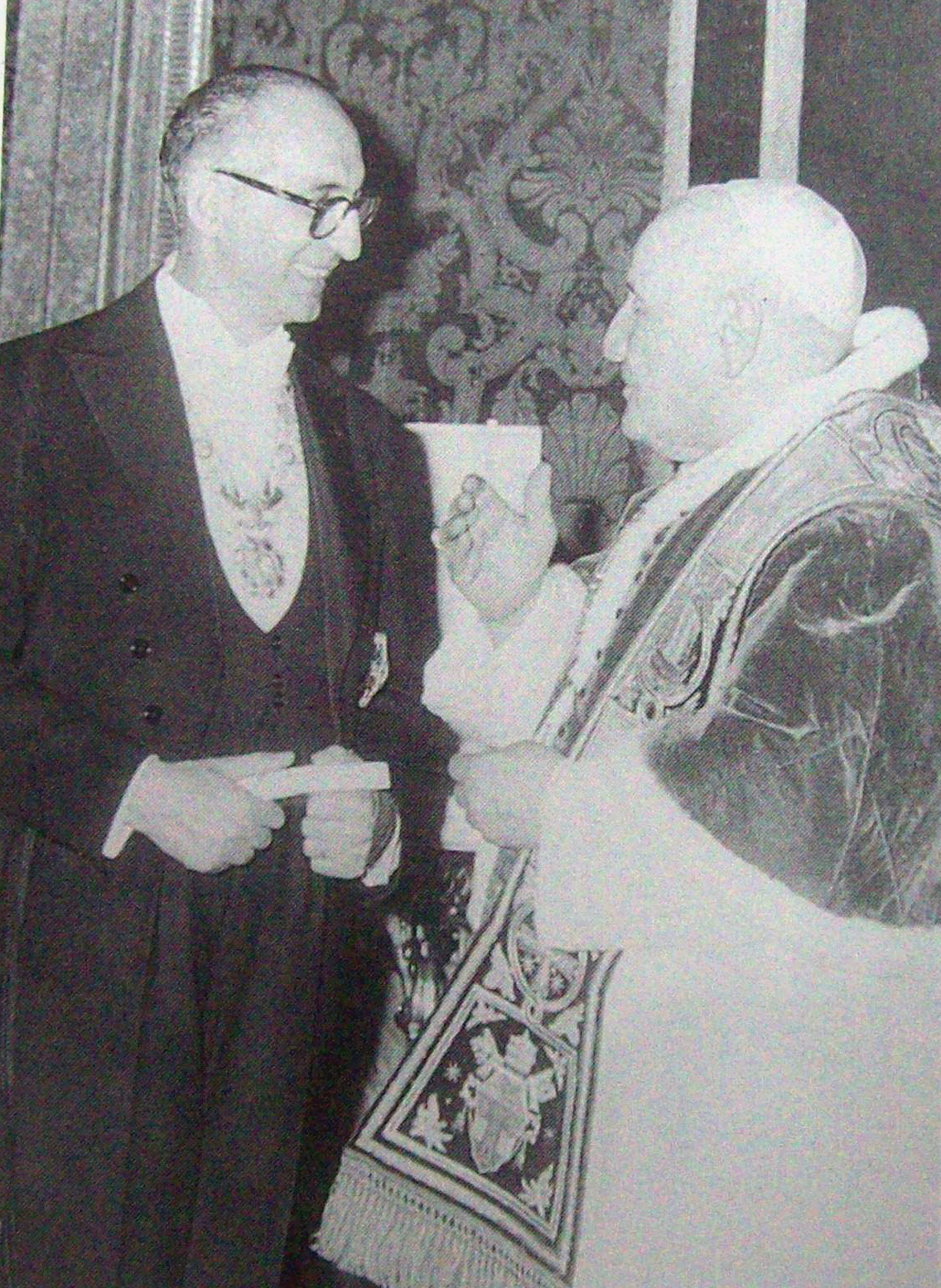
Presidente argentino Arturo Frondizi com o Papa João XXIII (à direita), em 1960.

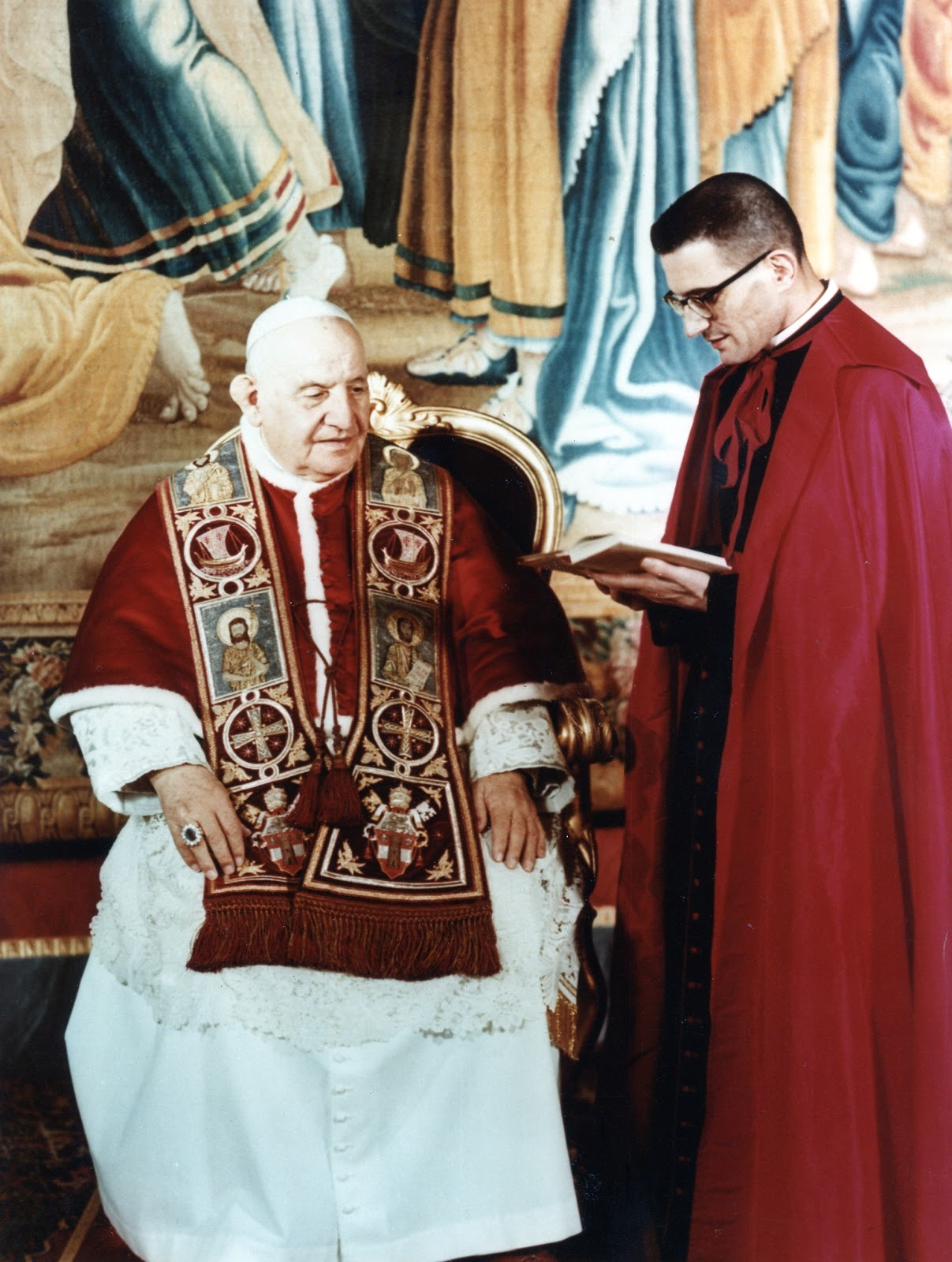
João XXIII junto com seu secretário particular Loris Francesco Capovilla.

Seu pontificado teve início no dia 4 de novembro de 1958, data escolhida por ele para coincidir com a festa litúrgica de São Carlos Borromeu, que foi profundamente estudado pelo próprio. No seu pontificado de cinco anos, João XXIII convocou cinco consistórios, criando ao todo mais de 50 cardeais e quase duplicando o número de membros do Colégio dos Cardeais. No primeiro consistório (1958), elevou a Cardeal o Arcebispo Montini (um candidato favorito no conclave de 1958, mesmo sem ser Cardeal), fazendo com que o Arcebispo de Milão pudesse de facto participar do próximo conclave (de fato, Montini tornar-se-ia no Papa Paulo VI). Quando foi eleito Papa, João XXIII insistiu que Domenico Tardini fosse seu secretário de Estado, mesmo sabendo que ele não gostava muito de si. Tardini, que trabalhou durante muitos anos na Cúria Romana, ficou muito admirado e surpreendido com esse gesto generoso do Papa.
Tendo já desde cedo um espírito de tolerância e de ecumenismo, João XXIII procurou cooperar e dialogar com outras crenças e religiões, nomeadamente com os protestantes, os ortodoxos, os judeus, os anglicanos e até com os xintoístas. Neste campo, ele recebeu em audiência privada grupos de judeus, o arcebispo da Cantuária, um representante da Igreja da Escócia e um importante sacerdote xintoísta. Ele criou inclusivamente, em 1960, o Secretariado para a Promoção da Unidade dos Cristãos, que tinha por função recompor a unidade entre os cristãos separados. Durante o seu pontificado, ele instituiu também uma Comissão para a revisão do Código de Direito Canónico e convocou, em 1960, o primeiro sínodo da Diocese de Roma. Também retirou da liturgia de Sexta-feira Santa as duras expressões relativas aos judeus e inaugurou uma nova era de relacionamento e diálogo judaico-católico. Teve também alguma influência na composição da declaração Nostra Aetate, que foi aprovada pelo Concílio Vaticano II (já após a sua morte) e que trata essencialmente das relações da Igreja Católica com os não-cristãos, em particular com os judeus. Neste documento, a Igreja rejeitou de vez as acusações de deicídio ao povo judaico e condenou o antissemitismo.
Em 1959, João XXIII, através do documento Dubium do Santo Ofício, confirmou o Decreto contra o Comunismo, aprovado pelo Papa Pio XII em 1949 e que proibia os católicos de defenderem o comunismo ou de votarem em candidatos, organizações ou partidos comunistas ou aliados de comunistas. Segundo fontes tradicionalistas, baseado neste decreto, Fidel Castro, que instaurou o comunismo em Cuba, foi por isso excomungado no dia 3 de janeiro de 1962 por João XXIII. Contudo, a excomunhão de Castro é ainda imersa em divergência, em face do caráter francamente diplomático assumido pelo Papa, havendo quem afirme (o que seria corroborado por relatos de seu secretário particular, Loris Capovilla) que este fato nunca teria ocorrido. Fortalece esta conclusão o fato de o Papa ter recebido e dialogado, em 1963, com a filha e o genro de Khrushchev (líder da União Soviética), numa tentativa de diminuir as tensões entre a Igreja Católica e a União Soviética. Com um grande amor à Turquia, foi justamente durante o seu pontificado que este país estabeleceu relações diplomáticas com a Santa Sé, em 1960. Para tal, muito contribuiu a sua longa e exemplar estadia na Turquia, onde deixou amigos e abundantes impressões positivas acerca da sua pessoa. Por isso, passou também a ser apelidado de "Papa turco".

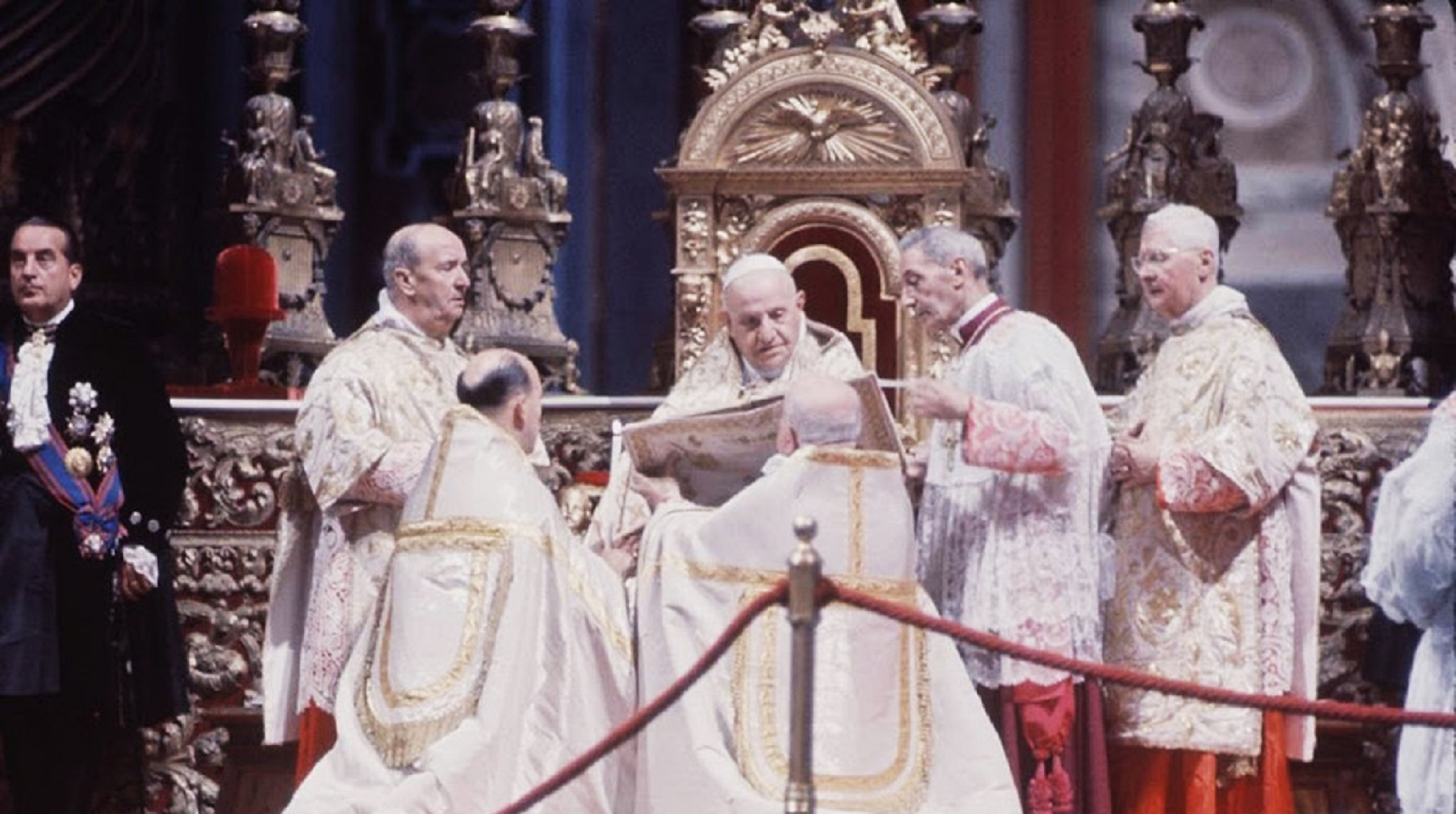
O Papa João XXIII preside a cerimônia de abertura do Concílio Vaticano II.

Em 1962, durante a Crise dos Mísseis em Cuba, o Papa pediu a todos os governantes do mundo para se esforçarem a salvaguardar a paz, que é querida pela humanidade. Algumas pessoas acreditam que esta mensagem, difundida pela Rádio Vaticano, teve muita importância na diminuição de tensões entre a União Soviética e os Estados Unidos e na consequente decisão de Khrushchev de iniciar o diálogo com os EUA. Em reconhecimento pelo seu trabalho em prol da paz e da humanidade, João XXIII foi agraciado com o Prémio Balzan, que lhe foi entregue no dia 10 de maio de 1963. Em dezembro de 1963, ele foi também condecorado postumamente com a Medalha Presidencial da Liberdade, atribuída pelo presidente norte-americano Lyndon Johnson. O Papa João XXIII também tornou-se na Pessoa do Ano de 1962.
A 11 de Abril de 1963, a menos de dois meses da sua partida publicou aquela que é a sua mais famosa Encíclica: Pacem in Terris. Foi a primeira Encíclica dedicada "a todos as pessoas de boa vontade".
Apesar de ter um pontificado curto, que durou menos de cinco anos, João XXIII é considerado um dos mais populares e amados Papas, não só dentro da Igreja Católica, mas também por entre os não-católicos. Deixou para o mundo uma imagem de "bom Pastor" que quer abraçar e amar todos os homens (quer eles sejam católicos ou não). A Santa Sé caracterizou João XXIII como um Papa "manso e atento, empreendedor e corajoso, simples e cordial, [que] praticou cristãmente as obras de misericórdia corporais e espirituais, […] recebendo homens de todas as nações e crenças e cultivando um extraordinário sentimento de paternidade para com todos. […] Sustentava-o um profundo espírito de oração, e a sua pessoa, iniciadora duma grande renovação na Igreja, irradiava a paz própria de quem confia sempre no Senhor". Durante as celebrações dos 50 anos da eleição de João XXIII (2008), o Papa Bento XVI afirmou que "a fé em Cristo e na Igreja foi o segredo que fez do beato João XXIII uma figura mundial da paz".
João XXIII acreditava que a Igreja Católica não devia ser só uma instituição com leis e doutrinas, mas que devia ser, acima de tudo, uma autêntica comunhão do género humano com o amor de Deus. Também acreditava que a renovação da Igreja era necessária e fruto da atuação sobrenatural do Espírito Santo sobre a Igreja. Esta sua convicção e confiança na ação do Espírito Santo, ou seja, na Divina Providência, deu-lhe coragem e determinação em convocar o Concílio Vaticano II (1962-1965), cuja ideia ele afirmava ser uma inspiração súbita do Espírito Santo.

### Visitas pastorais

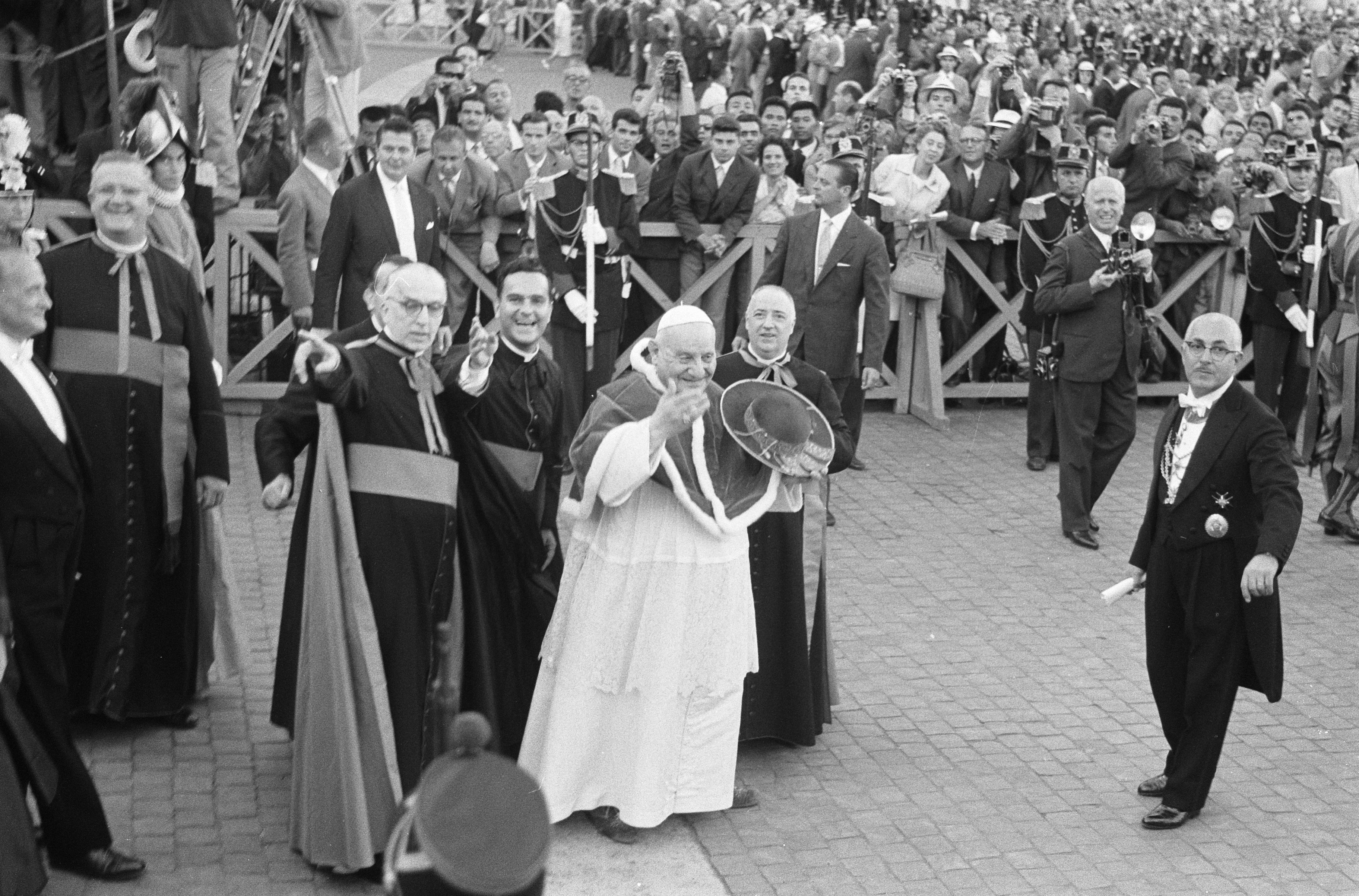
Papa João XXIII na Praça de São Pedro (Vaticano), em 1960

Como Papa, João XXIII preocupou-se muito com as responsabilidades pastorais do clero. Por isso, para dar o exemplo, ele visitou os doentes, os encarcerados e muitas paróquias da Diocese de Roma, sobretudo as dos bairros mais novos. Aliando à sua preferência pelo título papal de Servus Servorum Dei e às suas encíclicas e discursos reconciliadores e defensores do diálogo e da paz, estas visitas pretenderam também mostrar a Igreja como uma força espiritual suprapolítica e humanizadora no mundo, tentando assim despolitizar a Igreja, que se envolveu várias vezes no início da Guerra Fria na política para travar o avanço do comunismo.
Como por exemplo, no dia 25 de dezembro de 1958, cerca de dois meses depois da sua eleição, visitou as crianças gravemente doentes internadas no Hospital Bambino Gesù e no Hospital Santo Spirito, onde confortou amavelmente as crianças e conversou com algumas delas. No dia seguinte (26 de dezembro), ele foi visitar os encarcerados da prisão Regina Coeli. Lá, conseguiu criar um ambiente familiar, comovente e fraternal, ao afirmar que "sou Giuseppe, vosso irmão" e que "aqui [na prisão] estamos na Casa do Pai". Disse também aos prisioneiros que "pus meus olhos nos vossos olhos, coloquei meu coração junto ao vosso coração".
Com as suas poucas palavras e os seus simples gestos, ele conseguiu transmitir aos presos a infinita misericórdia de Deus. Este seu discurso foi tão poderoso que um encarcerado, condenado por homicídio, perguntou, entre lágrimas, que "o que o senhor [o Papa] disse antes, vale também para mim?". João XXIII, comovido, deu-lhe surpreendentemente um grande e amoroso abraço como resposta.
Estas visitas pastorais tiveram e têm grande valor e significado visto que, desde 1870, nenhum Papa tinha saído do Vaticano para ir visitar a Diocese de Roma, da qual é Bispo. João XXIII preocupou-se também com a condição social dos trabalhadores, dos pobres, dos órfãos e dos marginalizados.

### O Concílio Vaticano II

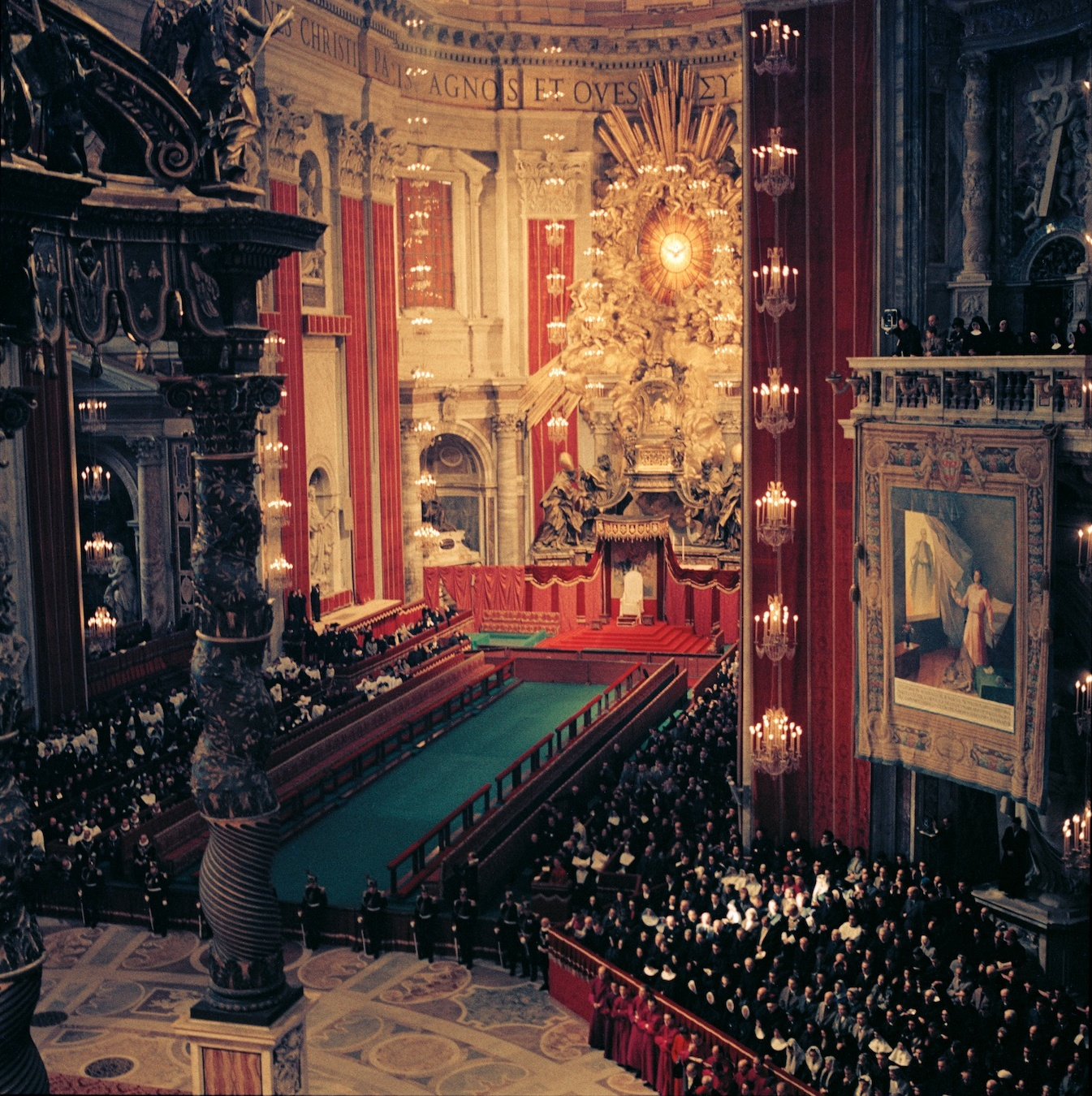
Concílio Vaticano II, a decorrer no interior da Basílica de São Pedro (Vaticano).

João XXIII inaugurou em 1962 um concílio ecuménico - o Concílio do Vaticano II - menos de 90 anos após o último (Concílio Vaticano I, convocado por Pio IX para afirmar o dogma da infalibilidade papal). Mas, a intenção em realizar este concílio foi já anunciado por João XXIII no dia 25 de janeiro de 1959.
João XXIII idealizou o Concílio Vaticano II "como um «novo Pentecostes» […]; uma grande experiência espiritual que reconstituiria a Igreja Católica" não apenas como instituição, mas sim "como um movimento evangélico dinâmico […]; e uma conversa aberta entre os bispos de todo o mundo sobre como renovar o Catolicismo como estilo de vida inevitável e vital". O próprio Papa João XXIII afirmou que "o que mais importa ao Concílio Ecumênico é o seguinte: que o depósito sagrado da doutrina cristã seja guardado e ensinado de forma mais eficaz". Para satisfazer esta sua intenção, João XXIII queria ardentemente que a Igreja mudasse de mentalidade e adoptasse uma postura mais positiva e ativa, para poder melhor enfrentar e acompanhar as transformações do mundo moderno. Apesar de ter um cancro inoperável no estômago, que foi diagnosticado em setembro de 1962, João XXIII quis continuar, com todas as suas débeis forças, a dirigir o Concílio Vaticano II.
A partir deste Concílio, que só terminou em 1965, a Igreja Católica, através da sua renovação, abriu-se mais ao mundo moderno. Por isso, houve várias mudanças significativas que João XXIII não conseguiu ver: uma grande reforma litúrgica (revisão e simplificação da Missa de rito romano); uma nova perspectiva sobre a liberdade religiosa, a natureza e constituição da Igreja, o apostolado dos leigos e a dignidade dos fiéis, a colegialidade dos bispos e a relação entre a Revelação divina e a Tradição; novos rumos para o ecumenismo e a pastoral católica; e uma nova abordagem aos problemas do Mundo moderno.
A centralização do poder no Vaticano, iniciada no final do século XIX, foi revista, sendo a Igreja vista como uma comunidade de cristãos em todo o mundo. O Concílio, todavia, não firmou dogmas, mas sim serviu de orientação pastoral à Igreja Católica, sendo seus efeitos vistos de forma controversa por alguns praticantes do catolicismo, nomeadamente pelos católicos tradicionalistas.

### O discurso da Lua
Um dos discursos mais célebres do Papa João XXIII é o que hoje é conhecido como "o discurso da Lua".
Na noite de 11 de outubro de 1962, data da abertura do Concílio Vaticano II, a Praça de São Pedro estava lotada de fiéis que, ainda que não compreendessem a fundo as mudanças teológicas e pastorais do acontecimento, percebiam a sua força histórica, seu caráter importante e as dificuldades que surgiriam. A multidão pedia pelo Papa e este partilhou com a multidão a sua satisfação pela abertura da primeira sessão do Concílio, que contou com a participação de 2 540 prelados (ou padres conciliares) de todo o planeta, de várias centenas de peritos (ou consultores teológicos) e de várias dezenas de observadores ortodoxos e protestantes. Embora com a saúde já bastante debilitada pelo câncer no estômago, João XXIII fez questão de dirigir as cerimônias.
Naquela noite, daquele que foi o primeiro dia de um dos eventos mais importantes da História da Igreja Católica, João XXIII saiu espontaneamente e dirigiu-se aos fiéis, com palavras simples e amáveis. Fez inclusive, uma evocação à Lua (foi o que fez com que ficasse chamado como "O discurso da Lua"): "Poderíamos dizer que até mesmo a Lua está com pressa esta noite... Observem-na, lá no alto, está a olhar para este espetáculo...". Cumprimentou os fiéis de sua diocese (o Papa é também o bispo de Roma) e prosseguiu o discurso: "A minha pessoa nada vale: é um irmão que fala para vocês, um irmão que virou pai por vontade de Nosso Senhor. Vamos continuar a querer bem um ao outro [...]. Voltando para casa, encontrarão as crianças. Dêem a elas um carinho [(ou uma carícia)] e digam: "Este é o carinho do Papa." Talvez as encontreis com alguma lágrima por enxugar. Tende uma palavra de consolo para aqueles que sofrem. Saibam os aflitos que o Papa está com os seus filhos, sobretudo nas horas de tristeza e de amargura. E depois todos juntos vamos amar-nos uns aos outros, [...] sempre cheio de confiança em Cristo que nos ajuda e nos escuta [...]. Adeus, filhinhos. À bênção junto o desejo de uma boa noite".

## Encíclicas

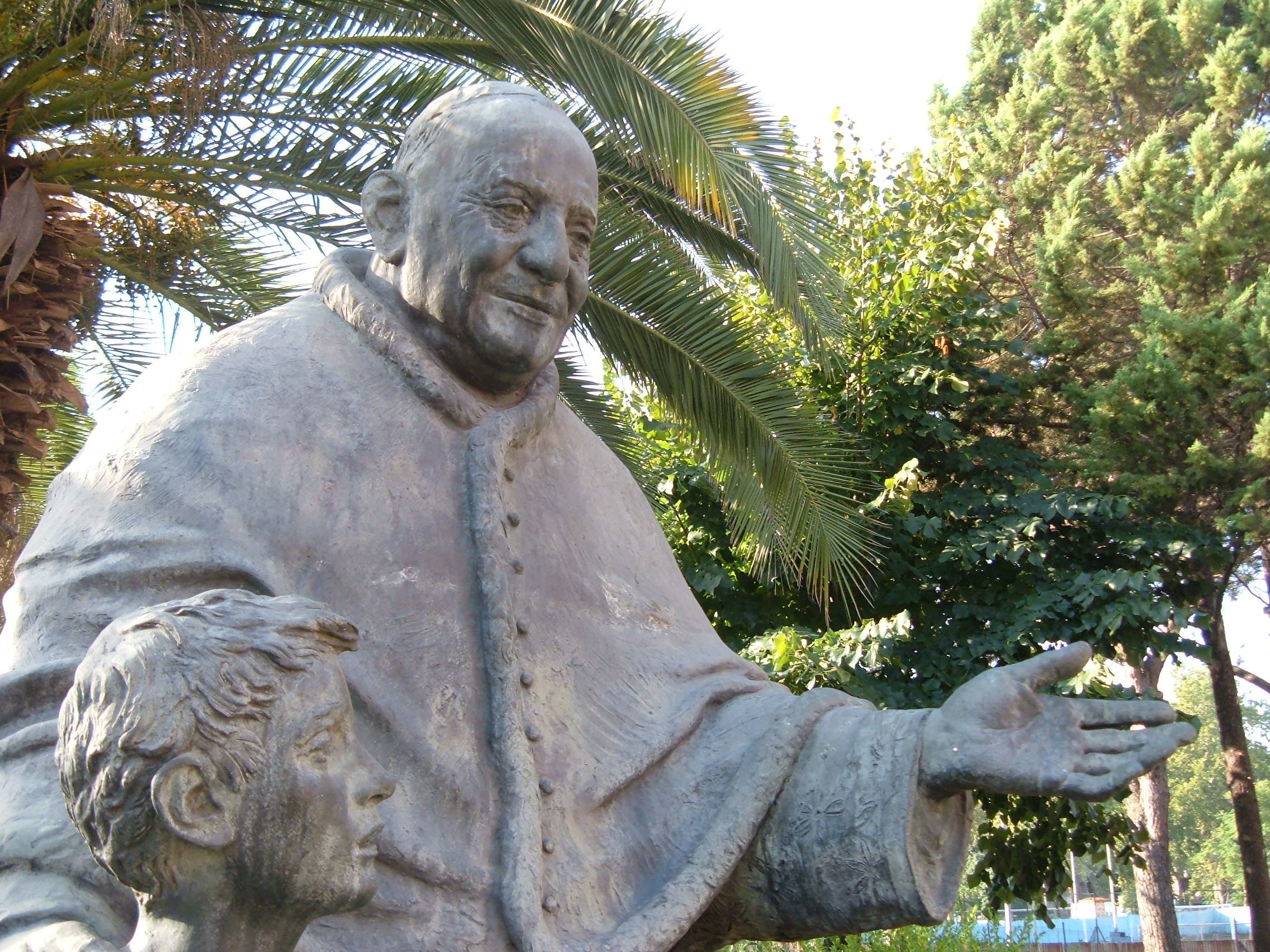
Monumento ao Papa João XXIII, no exterior da Igreja de São Basílio, em Roma

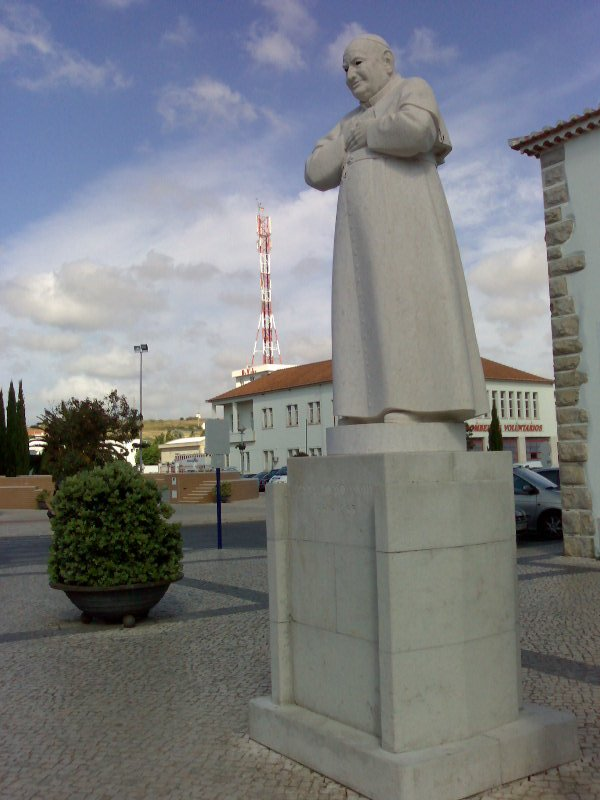
Estátua de João XXIII na Lourinhã, em Portugal.

No seu curto pontificado de cinco anos, João XXIII escreveu oito encíclicas, que possuem um carácter mais pastoral do que dogmático:
- Ad Petri Cathedram (29 de junho de 1959) - sobre o conhecimento da verdade e restauração da unidade e da paz na caridade;
- Sacerdotii Nostri Primordia (1 de agosto de 1959) - sobre o centenário da morte do Santo Cura d'Ars;
- Grata Recordatio (26 de setembro de 1959) - sobre a recitação do Rosário para as missões e para a paz;
- Princeps Pastorum (28 de novembro de 1959) - sobre as missões católicas;
- Mater et Magistra (15 de maio de 1961) - sobre a evolução da questão social à luz da doutrina cristã;
- Aeterna Dei Sapientia (11 de novembro de 1961) - sobre o XV centenário da morte do Papa São Leão I Magno;
- Paenitentiam Agere (1 de julho de 1962) - convite à penitência para o bom êxito do Concílio Vaticano II;
- Pacem in Terris (11 de abril de 1963) - sobre a paz de todos os povos na base da verdade, justiça, caridade e liberdade.

As suas encíclicas mais conhecidas são, sem dúvida nenhuma, a Pacem in Terris e a Mater et Magistra, ambas fortemente relacionadas com a Doutrina Social da Igreja.

### Mater et Magistra
A encíclica Mater et Magistra (em português: Mãe e Mestra), publicada em 1961, pretendeu actualizar a Doutrina Social da Igreja, através de uma nova e profunda leitura dos "«sinais dos tempos»" da década de 1960. Nessa década, uma nova conjuntura mundial começou a formar-se, muito devido aos seguintes acontecimentos: a reconstrução após a Segunda Guerra Mundial, que suscitou um grande desenvolvimento de alguns povos, deixando outros no subdesenvolvimento; a descolonização da África e a Guerra Fria. Todos estes acontecimentos foram acompanhados por novos problemas relacionados com a agricultura, o desenvolvimento tecnológico e económico, a explosão demográfica e a necessidade de cooperação económica e política mundial.
Sobre este pano de fundo, a Mater et Magistra, considerando as desigualdades existentes no plano económico e internacional, exortou os países mais ricos a ajudar os mais pobres e defendeu a participação dos trabalhadores na posse, gestão e lucros das respectivas empresas. Esta encíclica analisou também a corrida ao armamento, a superpopulação, o subdesenvolvimento e a condição dos trabalhadores rurais, incluindo o consequente fenómeno do êxodo rural e do crescimento exponencial das cidades.
Por isso, "as palavras-chave da encíclica são comunidade e socialização:" a Igreja Católica (como Mãe e Mestra) "é chamada, na verdade, na justiça e no amor, a colaborar com todos os homens para construir uma autêntica comunhão. Por tal via, o crescimento econômico [...] poderá promover também a dignidade" do Homem.

### Pacem in Terris
A encíclica Pacem in Terris (em português: Paz na Terra), publicada em 1963, realçou o tema da paz, num período marcado pela proliferação nuclear e pela perigosa disputa - a Guerra Fria - entre os Estados Unidos e a União Soviética. Através desta encíclica, a Igreja reflectiu profundamente sobre a dignidade, os deveres e os direitos humanos, que foram considerados fundamentos da paz mundial. A Pacem in terris, completando o discurso da Mater et Magistra, sublinhou "a importância da colaboração entre todos: é a primeira vez que um documento da Igreja é dirigido também a «todas as pessoas de boa vontade», que são chamados a uma «imensa tarefa de recompor as relações da convivência na verdade, na justiça, no amor, na liberdade»". Este apelo à colaboração incitou a Igreja Católica a começar a ostpolitik.
Este documento pontifício defendeu também o desarmamento, uma distribuição mais equitativa de recursos, um maior controlo das políticas das empresas multinacionais e o acolhimento dos refugiados por parte dos Estados; reconheceu "que todas as nações têm igual dignidade e igual direito ao seu próprio desenvolvimento"; propôs a construção de uma sociedade baseada no princípio da subsidiariedade; e incentivou os católicos à acção e à transformação do presente e do futuro. Esta encíclica exortou também os poderes públicos internacionais, sendo a Organização das Nações Unidas a sua autoridade máxima, a promover o bem comum universal, através de uma resolução eficaz dos vários problemas que assolam o mundo.
No fundo, João XXIII queria a consolidação da "Paz na terra, anseio profundo de todos os homens de todos os tempos, [que] não se pode estabelecer nem consolidar senão no pleno respeito da ordem instituída por Deus". Para o Papa, esta ordem "é de natureza espiritual, [...] que se funda na verdade, que se realizará segundo a justiça, que se animará e consumará no amor, que se recomporá sempre na liberdade, mas sempre também em novo equilíbrio, cada vez mais humano".

Brasão pontifício de João XXIII.

A Pacem in terris, quando foi publicada, provocou uma enorme e positiva impressão a todos, inclusivamente ao bloco soviético. Devido à sua importância e popularidade, esta encíclica está atualmente depositada nos arquivos da Organização das Nações Unidas.

## Brasão e lema
O brasão pontifício de João XXIII é um escudo eclesiástico, em campo de goles e com uma faixa de argente com uma torre do mesmo, brocante sobre tudo ladeada de duas flores-de-lis de argente. Em chefe as armas patriarcais de São Marcos de Veneza, que é de argente com um leão alado e nimbado, passante ao natural, sustentando um livro aberto que traz a legenda: PAX TIBI MARCE EVANGELISTA MEVS, em letras de sable. O escudo está assente em tarja branca. O conjunto pousado sobre duas chaves decussadas, a primeira de jalde e a segunda de argente, atadas por um cordão de goles, com seus pingentes. O seu timbre é uma tiara papal de argente com três coroas de jalde.
O lema papal de João XXIII é OBŒDIENTIA ET PAX (em português: Obediência e Paz). Este lema é o seu testemunho santo de que só se tem paz quando se obedece a Jesus Cristo. Em 3 de Junho de 2013, no final de uma Missa por ocasião do 50.º aniversário da morte de João XXIII, o Papa Francisco explicou melhor a espiritualidade subjacente ao lema episcopal (e pontifício) de João XXIII:
Obediência e paz. [...] Gostaria de começar pela paz, porque é este o aspecto mais evidente, que o povo sentiu no Papa João: Angelo Roncalli era um homem de paz; uma paz natural, serena, cordial; uma paz que com a sua eleição ao Pontificado se manifestou ao mundo inteiro e recebeu o nome de bondade. [...] Se a paz foi a característica exterior, a obediência constituiu para Roncalli a disposição interior: a obediência, na realidade, foi o instrumento para alcançar a paz. Antes de tudo ela teve um sentido muito simples e concreto: desempenhar na Igreja o serviço que os superiores lhe pediam, sem nada procurar para si, sem se subtrair a nada do que lhe era pedido, mesmo quando isto significou deixar a própria terra, confrontar-se com mundos que desconhecia, permanecer longos anos em lugares onde a presença de católicos era muito escassa. Este deixar-se guiar, como uma criança, constituiu o seu percurso sacerdotal que vós bem conheceis. [...] Através desta obediência, o sacerdote e bispo Roncalli viveu também uma fidelidade mais profunda, que poderíamos definir, como ele teria dito, abandono à Providência divina. [...] Ainda mais profundamente, mediante este abandono quotidiano à vontade de Deus, o futuro Papa João viveu uma purificação que lhe permitiu desapegar-se completamente de si mesmo e aderir a Cristo. [...] «Quem perder a sua vida por mim, salvá-la-á» diz-nos Jesus (Lc 9, 24). Consiste nisto a verdadeira nascente da bondade do Papa João, da paz que difundiu no mundo, encontra-se aqui a raiz da sua santidade: nesta sua obediência evangélica. E este é um ensinamento para cada um de nós, mas também para a Igreja do nosso tempo: se nos soubermos deixar guiar pelo Espírito Santo, se soubermos mortificar o nosso egoísmo para dar espaço ao amor do Senhor e à sua bondade, então encontraremos a paz, então saberemos ser construtores de paz e difundiremos a paz à nossa volta. Cinquenta anos após a sua morte, a guia sábia e paterna do Papa João, o seu amor pela tradição da Igreja e a consciência da sua necessidade constante de actualização, a intuição profética da convocação do Concílio Vaticano II e a oferta da própria vida pelo seu bom êxito, permanecem como marcos na história da Igreja do século XX e como um farol luminoso para o caminho que nos aguarda.— Papa Francisco - 3 de Junho de 2013

## Morte, beatificação e canonização
Conhecido como o "Papa Bom", João XXIII morreu de câncer no estômago, após longa luta contra tal enfermidade, no dia 3 de junho de 1963, não chegando por isso a encerrar o Concílio Vaticano II. Foi sucedido pelo Cardeal Giovanni Montini, que escolheu o nome papal de Paulo VI e que implementou as medidas e reformas do Concílio Vaticano II. Na altura da sua morte, a revista "Time" constatou e comentou que poucos pontífices conseguiram entusiasmar o mundo como João XXIII o fez. Já durante o Concílio Vaticano II, o Cardeal Leo Joseph Suenens e vários prelados defenderam a canonização de João XXIII por aclamação conciliar, como se fazia antigamente na Igreja primitiva. Mas, esta proposta foi prontamente rejeitada por prelados mais conservadores e pela Congregação para as Causas dos Santos. Por isso, o seu processo de canonização foi só iniciado em 1965, em simultâneo com o processo do Papa Pio XII, ambos com a autorização de Paulo VI. O "Diário da Alma" de Roncalli contribuiu muito para a longa investigação orientada pela Congregação, porque neste livro está registado o seu desenvolvimento espiritual e o seu caminho de santificação. O Diário descreve vários métodos que João XXIII usou para vencer o pecado: como por exemplo, ele evitava ficar sozinho com mulheres bonitas. No seu Diário, ele também revelou a sua humildade e a sua simples mas profunda piedade, mantida desde criança e radicada na crescente confiança e obediência a Deus. No fundo, todos os seus escritos espirituais exprimem o seu grande amor a Cristo, à humanidade, à Igreja e ao Reino de Deus.
Em janeiro de 2000, a Santa Sé reconheceu oficialmente a veracidade da cura milagrosa da freira italiana Caterina Capitani de um tumor no estômago, por intercessão de João XXIII, em 1966. Com esse reconhecimento, ele foi declarado Beato pelo Papa João Paulo II no dia 3 de setembro de 2000, em cerimônia solene na Praça de São Pedro, juntamente com o Papa Pio IX. Sobre ele, o Papa João Paulo II afirmou:
João XXIII, o Papa que conquistou o mundo pela afabilidade dos seus modos, dos quais transparecia a singular bondade de ânimo. […] É conhecida a profunda veneração que o Papa João tinha pelo Papa Pio IX, do qual desejava a beatificação. Durante um retiro espiritual, em 1959, escrevia no seu Diário [da Alma]: "Penso sempre em Pio IX de santa e gloriosa memória, e imitando-o nos seus sacrifícios, desejaria ser digno de celebrar a sua canonização" […]. Do Papa João permanece na memória de todos a imagem de um rosto sorridente e de dois braços abertos num abraço ao mundo inteiro. Quantas pessoas foram conquistadas pela simplicidade do seu ânimo, conjugada com uma ampla experiência de homens e de coisas! A rajada de novidade dada por ele não se referia decerto à doutrina, mas ao modo de a expor; era novo o estilo de falar e de agir, era nova a carga de simpatia com que se dirigia às pessoas comuns e aos poderosos da terra. Foi com este espírito que proclamou o Concílio Vaticano II, com o qual iniciou uma nova página na história da Igreja: os cristãos sentiram-se chamados a anunciar o Evangelho com renovada coragem e com uma atenção mais vigilante aos "sinais" dos tempos. O Concílio foi deveras uma intuição profética deste idoso Pontífice que inaugurou, no meio de não poucas dificuldades, uma nova era de esperança para os cristãos e para a humanidade. Nos últimos momentos da sua existência terrena, ele confiou à Igreja o seu testamento: "O que tem mais valor na vida é Jesus Cristo bendito, a sua Santa Igreja, o seu Evangelho, a verdade e a bondade".
A sua festa litúrgica é celebrada no dia 11 de outubro, dia em que teve início a primeira sessão do Concílio Vaticano II. É o patrono dos delegados pontifícios.

### Processo de canonização

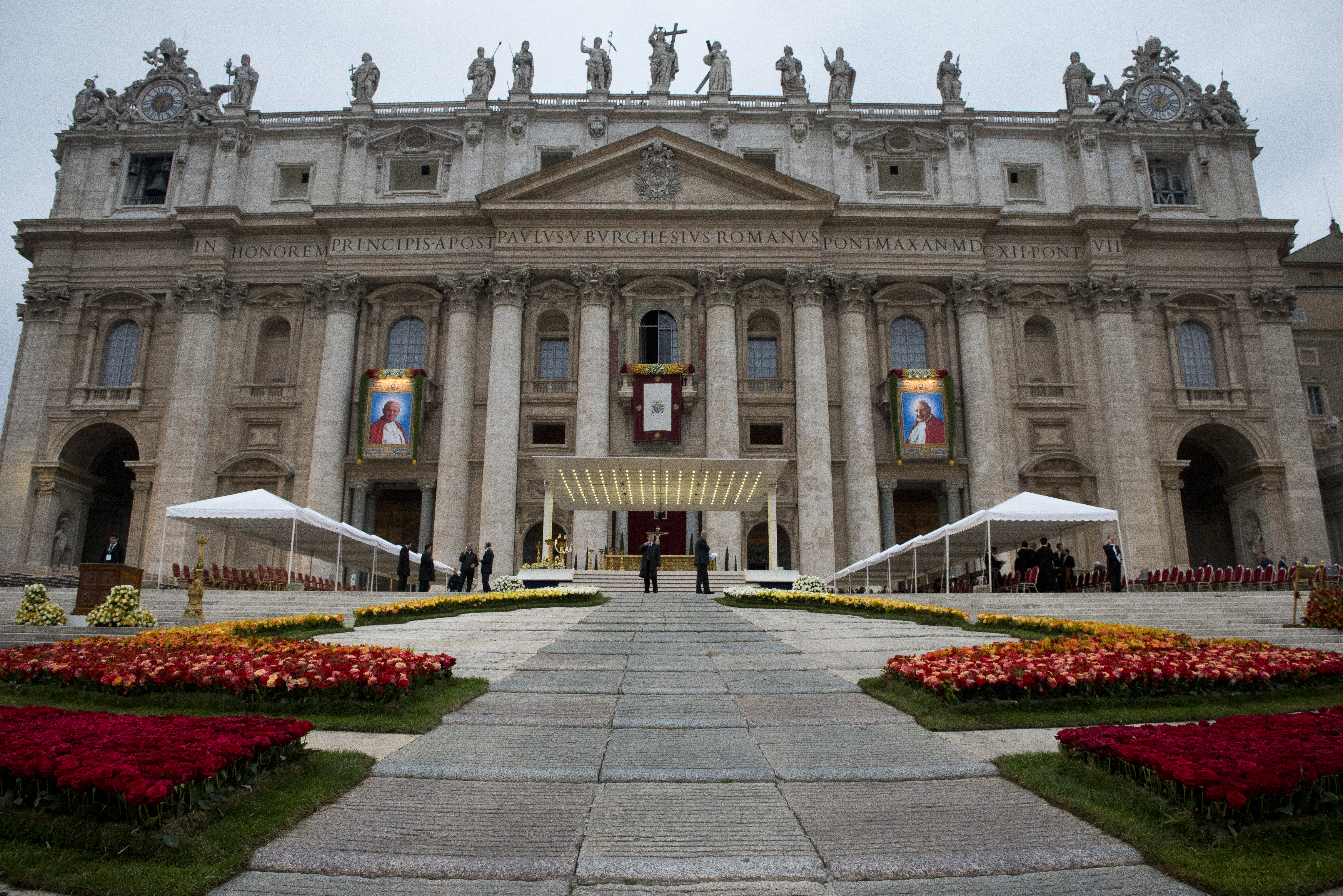
A Canonização do Beato Papa João XXIII e do Beato Papa João Paulo II, os retratos de ambos estão pendurados nas sacadas da Basílica de São Pedro. Esta cerimônia ficou marcada por ser a primeira vez que dois Papas, celebraram juntos a canonização de um santo. O Papa Francisco presidiu a celebração, e o Papa Emérito Bento XVI concelebrou.

Em 5 de julho de 2013 o Papa Francisco aprovou os votos favoráveis da Sessão Ordinária dos Cardeais e Bispos sobre a canonização do Beato João XXIII e decidiu que iria convocar um Consistório, no qual incluiria também a canonização do Beato João Paulo II, Papa que beatificou João XXIII. A canonização de João XXIII reveste-se de uma singularidade: foi aprovado sem o segundo milagre, ou seja, não foi necessário o reconhecimento de um novo milagre por sua intercessão, habitualmente exigido para concluir e confirmar a canonização. Normalmente o processo de canonização é confirmado por dois milagres: um para a beatificação e outro para a canonização propriamente dita. No caso de João XXIII, o requisito do segundo milagre foi dispensado pelo Papa Francisco.
O Consistório foi convocado no dia 30 de setembro, quando o Papa Francisco anunciou que a cerimónia de canonização dos dois Papas (João XXIII e João Paulo II) seria em 27 de abril de 2014. Finalmente, como previsto, João XXIII foi canonizado em 27 de abril de 2014, domingo da Divina Misericórdia, em Roma, juntamente com o também Papa João Paulo II. A missa de canonização foi presidida pelo Papa Francisco e concelebrada pelo Papa Emérito Bento XVI. Sobre o Papa João XXIII, o Papa Francisco afirmou:
São João XXIII e São João Paulo II tiveram a coragem de contemplar as feridas de Jesus, tocar as suas mãos chagadas e o seu lado trespassado. Não tiveram vergonha da carne de Cristo, não se escandalizaram d’Ele, da sua cruz; não tiveram vergonha da carne do irmão (cf. Is 58, 7), porque em cada pessoa atribulada viam Jesus.  Foram dois homens corajosos, cheios da parrésia do Espírito Santo, e deram testemunho da bondade de Deus, da sua misericórdia, à Igreja e ao mundo. Foram sacerdotes, bispos e papas do século XX. Conheceram as suas tragédias, mas não foram vencidos por elas. Mais forte, neles, era Deus; mais forte era a fé em Jesus Cristo [...]; mais forte, neles, era a misericórdia de Deus que se manifesta nestas cinco chagas; mais forte era a proximidade materna de Maria. Nestes dois homens contemplativos das chagas de Cristo e testemunhas da sua misericórdia, habitava «uma esperança viva», juntamente com «uma alegria indescritível e irradiante» (1 Ped 1, 3.8). [...] Esta esperança e esta alegria respiravam-se na primeira comunidade dos crentes, em Jerusalém. [...] É uma comunidade onde se vive o essencial do Evangelho, isto é, o amor, a misericórdia, com simplicidade e fraternidade. E esta é a imagem de Igreja que o Concílio Vaticano II teve diante de si. João XXIII e João Paulo II colaboraram com o Espírito Santo para restabelecer e actualizar a Igreja segundo a sua fisionomia originária, a fisionomia que lhe deram os santos ao longo dos séculos. [...] Na convocação do Concílio, São João XXIII demonstrou uma delicada docilidade ao Espírito Santo, deixou-se conduzir e foi para a Igreja um pastor, um guia-guiado, guiado pelo Espírito. Este foi o seu grande serviço à Igreja; por isso gosto de pensar nele como o Papa da docilidade ao Espírito Santo.

## Corpo exposto e bem preservado

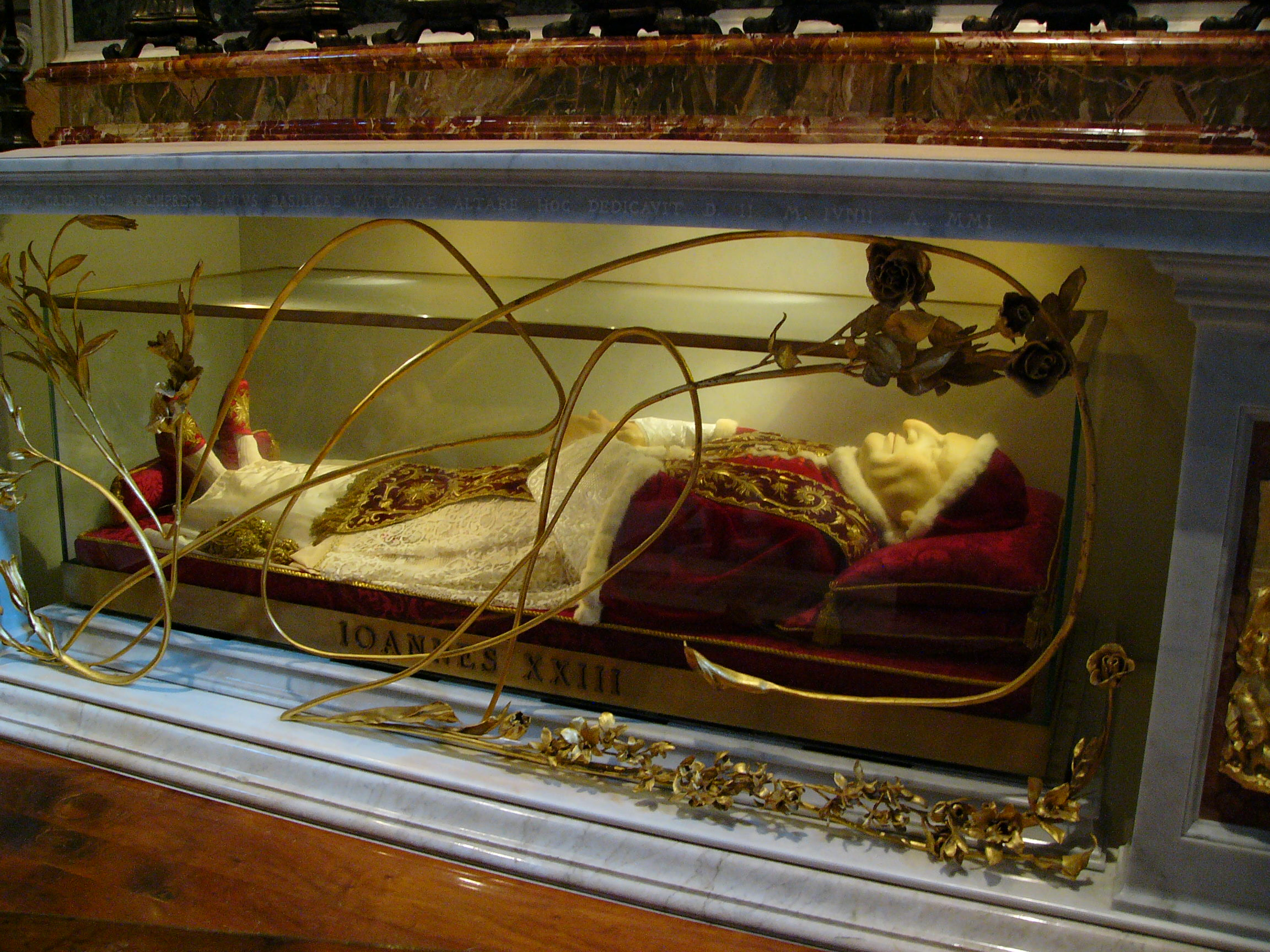
Sarcófago de vidro do Papa João XXIII, na Basílica de São Pedro

Em 2001, o cadáver de João XXIII foi transferido do subterrâneo para ser definitivamente exposto ao público no interior da Basílica de São Pedro, mais concretamente numa capela lateral próxima do altar de São Jerónimo. Atualmente, ele está dentro de um caixão de bronze e vidro, à prova de balas e de radiação ultravioleta. Uma vez exposto, as pessoas constataram rapidamente o surpreendente grau de preservação do corpo de João XXIII.
Porém, geralmente, o seu cadáver intacto não é considerado um corpo incorrupto, porque a sua preservação pode não ter uma causa milagrosa. Segundo o professor Gennaro Goglia, ele contribuiu para preservar o cadáver de João XXIII com um tratamento especial que, embora não sendo uma embalsamação, implicava a aplicação de um líquido especial, com o objectivo de tornar possível a exposição do cadáver durante o funeral. Mas esta tese não é a única, existindo ainda várias outras teses e explicações científicas para serem debatidas e provadas.

## Críticas, controvérsias e teorias de conspiração
Apesar de ser amado, aclamado e homenageado por muitos, o Papa João XXIII é também alvo de várias críticas, acusações e teorias de conspiração, que são feitas e defendidas maioritariamente por alguns grupos de católicos tradicionalistas, entre os quais se destacam os sedevacantistas e os conclavistas. Estes grupos defendem que João XXIII era maçom ou rosacruciano; era simpatizante ou cúmplice do comunismo, do socialismo e de correntes radicais anticatólicos; e era um herege modernista por defender o ecumenismo, a liberdade religiosa e a realização do Concílio Vaticano II. Por acusá-lo de ser um herege, alguns até defendem a teoria conspiratória de que João XXIII era um antipapa que usurpou ilegalmente a cátedra de São Pedro, que devia pertencer ao cardeal Giuseppe Siri.
Em 17 de agosto de 2003, o jornal britânico The Guardian publicou um documento confidencial da Igreja, ao qual teve acesso, datado de 16 de março de 1962, instruindo bispos em todo o mundo a encobrir casos de abuso sexual por clérigos, ou correriam o risco de serem expulsos da Igreja. O documento, com o selo do papa João XXIII , chama-se "De Modo Procedendi in Causis Solicitationis", ou seja "Instrução sobre como proceder em casos de solicitação". No documento de 69 páginas, pede-se que as vítimas façam um juramento de sigilo no momento de fazer uma reclamação aos oficiais da Igreja. Afirma que as instruções devem 'ser diligentemente armazenadas nos arquivos secretos da Cúria [Vaticano] como estritamente confidenciais. O tema se concentra no abuso sexual iniciado como parte da relação confessional entre um padre e um membro de sua congregação, mas cobre também aspectos relacionados com o "crime indescritível" com jovens de ambos os sexos e sexo com animais. Os bispos são instruídos a investigar esses casos 'da maneira mais secreta [...] contidos por um silêncio perpétuo [...] e todos devem observar o mais estrito segredo que é comumente considerado um segredo do Santo Ofício sob pena de excomunhão.
O documento foi válido até ao ano de 2001, quando foi publicado pelo Vaticano um novo conjunto de procedimentos para investigar e julgar crimes canónicos especialmente graves, incluindo certos crimes sexuais cometidos pelo clero.
Existem também alguns grupos, ligados à ufologia ou à crença de profecias apocalípticas, que defendem que João XXIII teve vários contatos com extraterrestres e redigiu um conjunto de profecias com muitas metáforas que abrangem desde a Segunda Guerra Mundial até ao fim do mundo. Parte destas profecias obscuras foram registradas no livro "As Profecias do Papa João XXIII", de Pier Carpi.
A Igreja Católica nunca se deu ao trabalho de oficialmente refutar as críticas dos grupos católicos tradicionalistas. Esta afirma que todas as dúvidas importantes acerca da santidade, catolicidade e conduta de João XXIII foram clarificadas ou refutadas direta ou indiretamente pela sua beatificação. A Igreja conseguiu beatificá-lo sem grandes problemas e escândalos, sendo, segundo a Igreja, um forte sinal revelador do pouco impacto que estas críticas e acusações conspiratórias apresentam.

### Carta a Viúva de Marc Sangnier
Durante sua atuação como Cardeal e Patriarca de Veneza em 1950, João XXIII decidiu escrever uma carta a esposa de Marc Sangnier, por ocasião de sua morte naquele mesmo ano.

"Cara Senhora:

Fiquei fascinado por Marc Sangnier quando o ouvi falar pela primeira vez em Roma por volta de 1903 ou 1904 em um encontro de jovens católicos. O poderoso carisma de suas palavras e seu espírito me cativaram. A lembrança mais vívida de toda a minha juventude é de sua personalidade e de sua atividade política e social... Por ocasião de sua morte, meu espírito foi verdadeiramente confortado ao notar que as 'vozes oficiais mais altas da França' se uniram unanimemente como um manto de honra para coroar Marc Sangnier com o Sermão da Montanha. Não se poderia prestar maior homenagem ou louvor à memória deste emblema francês cujos contemporâneos foram capazes de apreciar a clareza de uma alma profundamente cristã e uma nobre simplicidade de coração."
Segundo tradicionalistas ligados ao sedevacantismo, ao analisar a carta, percebe-se que João XXIII havia tido influência das ideias modernistas de Marc Sangnier desde sua juventude, ideias essas que foram condenadas pela igreja durante o pontificado de São Pio X em sua encíclica Notre Charge Apostolique, promulgada em 15 de agosto de 1910. E, segundo sedevacantistas, justamente por concordar com as ideias modernistas de Marc Sangnier desde jovem, João XXIII não poderia ter sido eleito papa em 28 de outubro de 1958, uma vez que estava aderindo a práticas condenadas pela igreja católica e que deveriam ter resultado em sua excomunhão ou pela sua não entronização ao pontificado em 1958.
Entretanto, a acusação de que o futuro Papa João XXIII teria sido influenciado por ideias modernistas de Marc Sangnier a ponto de merecer excomunhão e ser impedido de assumir o pontificado contém diversas falhas e imprecisões históricas, teológicas e contextuais.
As iniciativas posteriores de Sangnier à sua excumungação, como La Democratie e La Jeune République, receberam aprovação eclesiástica. Ao elogiar Sangnier em 1950, João XXIII estava reconhecendo o valor de um católico que, apesar de um percurso complexo, permaneceu obediente à Igreja e continuou a trabalhar dentro dos limites estabelecidos pela autoridade papal.

### Relação com o Padre Pio
Segundo o historiador italiano Sérgio Luzzatto, a relação entre João XXIII e São Pio de Pietrelcina (ou "Padre Pio") era controversa e caracterizada pelo cepticismo e pelas críticas em relação ao Padre Pio feitas por João XXIII. Este Papa chegou mesmo a acusar e a acreditar que Padre Pio era uma fraude e uma alma perdida que tinha uma fé quase medieval e relações incorretas com várias mulheres.
Mas, uma outra fonte afirmava que a atitude de João XXIII em relação ao Padre Pio era, em geral, muito positiva. Mas, devido às informações erradas e negativas que ele recebeu, João XXIII tornou-se por isso bastante céptico e crítico. Contudo, segundo esta mesma fonte, pouco antes da sua morte, o Papa confessou que tinha sido informado erroneamente e reconheceu a santidade do Padre Pio. Pediu mesmo ao Padre Pio para rezar por ele.

## Ordenações[83]

### Ordenações diaconais
- Stanisław Szymecki † (1947)

### Ordenações presbíteros
- Flavio Roberto Carraro, O.F.M.Cap. † (1957)
- Francis Anthony Gomes † (1959)

### Ordenações episcopais
Foi o principal sagrante dos seguintes bispos:
- Antonio Gregorio Vuccino, A.A. † (1937)
- Joseph Emmanuel Descuffi, C.M. † (1938)
- Alfredo Pacini † (1946)
- Giacomo Testa † (1953)
- Augusto Gianfranceschi † (1953)
- Silvio Oddi † (1953)
- Giuseppe Olivotti † (1957)
- Pio Augusto Crivellari, O.F.M. † (1958)
- Domenico Tardini † (1958)
- Angelo Dell'Acqua † (1958)
- Carlo Grano † (1958)
- Giuseppe Antonio Ferretto † (1958)
- Albino Luciani † (1958)
- Mario Casariego y Acevedo, C.R.S. † (1958)
- Charles Msakila † (1958)
- José Floriberto Cornelis, O.S.B. † (1958)
- Corrado Bafile † (1960)
- Paul Zoungrana, M. Afr. † (1960)
- Jérôme Louis Rakotomalala † (1960)
- Bernard Yago † (1960)
- Dominic Yoshimatsu Noguchi † (1960)
- Joseph Kilasara, C.S.Sp. † (1960)
- Peter Poreku Dery † (1960)
- Joseph Mikararanga Busimba † (1960)
- James Hagan, C.S.Sp. † (1960)
- Aloysius Louis Scheerer, O.P. † (1960)
- Eusebius John Crawford, O.P. † (1960)
- Anthony Denis Galvin, M.H.M. † (1960)
- Renatus Lwamosa Butibubage † (1960)
- Thomas William Muldoon † (1960)
- François Xavier Rajaonarivo † (1960)
- Pericle Felici † (1960)
- Egano Righi-Lambertini † (1960)
- Dino Staffa † (1960)
- Joseph Francis McGeough † (1960)
- Giuseppe Mojoli † (1960)
- Carlos Schmitt, O.F.M. † (1960)
- Edward Ernest Swanstrom † (1960)
- Francesco Bertoglio † (1960)
- Gabriel Acacius Coussa, B.A. † (1961)
- Pius Kerketta, S.J. † (1961)
- Joseph Cheng Tien-siang, O.P. † (1961)
- Ignatius Phakoe, O.M.I. † (1961)
- Thomas Albert Newman, M.S. † (1961)
- Stanislaus Lokuang † (1961)
- John Baptist Gobbato, P.I.M.E. † (1961)
- Sebastian U Shwe Yauk † (1961)
- Marie-Jean-Baptiste-Hippolyte Berlier, C.Ss.R. † (1961)
- Angelo Cuniberti, I.M.C. † (1961)
- Francis Malachy Carroll, S.M.A. † (1961)
- Peter Pao Zin Tou † (1961)
- William Zephyrine Gomes † (1961)
- Placidus Gervasius Nkalanga, O.S.B. † (1961)
- Caesar Gatimu † (1961)
- Alfredo Ottaviani † (1962)
- Alberto di Jorio † (1962)
- Francesco Bracci † (1962)
- Francesco Roberti † (1962)
- André-Damien-Ferdinand Jullien † (1962)
- Arcadio María Larraona Saralegui, C.M.F. † (1962)
- Francesco Morano † (1962)
- William Theodore Heard † (1962)
- Augustin Bea, S.J. † (1962)
- Antonio Bacci † (1962)
- Michael Browne, O.P. † (1962)
- Joaquín Anselmo María Albareda, O.S.B. † (1962)
- Enrico Dante † (1962)
- Cesare Zerba † (1962)
- Pietro Palazzini † (1962)
- Giovanni Battista Scapinelli di Léguigno † (1962)
- Beniamino Nardone † (1962)
- Paul-Pierre Philippe, O.P. † (1962)

E foi consagrante de:
- Giovanni Francesco Filippucci † (1927)
- Andrea Cesarano † (1931)
- Gustavo Testa † (1934)